# Patinação de velocidade nos Jogos Olímpicos de Inverno de 2022 - 1500 m masculino
A prova de 1500 m masculino da patinação de velocidade nos Jogos Olímpicos de Inverno de 2022 ocorreu no Oval Nacional de Patinação de Velocidade, localizado em Pequim, no dia 8 de fevereiro.

## Medalhistas
| Ouro   | NED Kjeld Nuis   |
| Prata  | NED Thomas Krol  |
| Bronze | KOR Kim Min-seok |

## Recordes
Antes desta competição, os recordes mundiais e olímpicos da prova eram os seguintes:
| Tipo | Atleta      | Tempo       | Local          | Data                    |
| ---- | ----------- | ----------- | -------------- | ----------------------- |
|      | Kjeld Nuis  | 1:40.17 min | Salt Lake City | 10 de março de 2019     |
|      | Derek Parra | 1:43.95 min | Salt Lake City | 19 de fevereiro de 2002 |

## Resultados
| Pos. | Par | Raia | Atleta                   | País               | Tempo   | Diferença | Notas            |
| ---- | --- | ---- | ------------------------ | ------------------ | ------- | --------- | ---------------- |
| 01 ! | 11  | O    | Kjeld Nuis               | NED Países Baixos  | 1:43.21 | —         | Recorde olímpico |
| 02 ! | 10  | I    | Thomas Krol              | NED Países Baixos  | 1:43.55 | +0.34     |                  |
| 03 ! | 11  | I    | Kim Min-seok             | KOR Coreia do Sul  | 1:44.24 | +1.03     |                  |
| 4    | 10  | O    | Peder Kongshaug          | NOR Noruega        | 1:44.39 | +1.18     |                  |
| 5    | 15  | O    | Connor Howe              | CAN Canadá         | 1:44.86 | +1.65     |                  |
| 6    | 13  | O    | Joey Mantia              | USA Estados Unidos | 1:45.26 | +2.05     |                  |
| 7    | 14  | O    | Ning Zhongyan            | CHN China          | 1:45.28 | +2.07     |                  |
| 8    | 9   | O    | Sergey Trofimov          | ROC                | 1:45.32 | +2.11     |                  |
| 9    | 4   | O    | Marcel Bosker            | NED Países Baixos  | 1:45.42 | +2.21     |                  |
| 10   | 13  | I    | Seitaro Ichinohe         | JPN Japão          | 1:45.53 | +2.32     |                  |
| 11   | 9   | I    | Emery Lehman             | USA Estados Unidos | 1:45.78 | +2.57     |                  |
| 12   | 15  | I    | Allan Dahl Johansson     | NOR Noruega        | 1:45.81 | +2.60     |                  |
| 13   | 12  | O    | Bart Swings              | BEL Bélgica        | 1:45.82 | +2.61     |                  |
| 14   | 7   | I    | Daniil Aldoshkin         | ROC                | 1:46.33 | +3.12     |                  |
| 15   | 3   | I    | Ruslan Zakharov          | ROC                | 1:46.46 | +3.25     |                  |
| 16   | 12  | I    | Kristian Ulekleiv        | NOR Noruega        | 1:46.56 | +3.35     |                  |
| 17   | 14  | I    | Takuro Oda               | JPN Japão          | 1:46.60 | +3.39     |                  |
| 18   | 5   | I    | Dmitriy Morozov          | KAZ Cazaquistão    | 1:47.01 | +3.80     |                  |
| 19   | 4   | I    | Cornelius Kersten        | GBR Grã-Bretanha   | 1:47.11 | +3.90     |                  |
| 20   | 6   | O    | Wang Haotian             | CHN China          | 1:47.13 | +3.92     |                  |
| 21   | 3   | O    | Park Seong-hyeon         | KOR Coreia do Sul  | 1:47.59 | +4.38     |                  |
| 22   | 8   | O    | Tyson Langelaar          | CAN Canadá         | 1:47.81 | +4.60     |                  |
| 23   | 2   | O    | Antoine Gélinas-Beaulieu | CAN Canadá         | 1:48.00 | +4.79     |                  |
| 24   | 2   | I    | Haralds Silovs           | LAT Letônia        | 1:48.24 | +5.03     |                  |
| 25   | 6   | I    | Alessio Trentini         | ITA Itália         | 1:48.33 | +5.12     |                  |
| 26   | 1   | I    | Peter Michael            | NZL Nova Zelândia  | 1:48.68 | +5.47     |                  |
| 27   | 5   | O    | Lian Ziwen               | CHN China          | 1:49.15 | +5.94     |                  |
| 28   | 7   | O    | Casey Dawson             | USA Estados Unidos | 1:49.45 | +6.24     |                  |
| 29   | 8   | I    | Mathias Vosté            | BEL Bélgica        | 1:49.93 | +6.72     |                  |

Legenda
| Recorde mundial      | Recorde mundial (World record)               |                       | Recorde africano                      | Recorde africano (African) |                                           | Q | Classificado por posição (Qualified) |
| Recorde olímpico     | Recorde olímpico (Olympic record)            | Recorde da América    | Recorde da América (Americas)         | q                          | Classificado por melhor tempo (Qualified) |   |                                      |
| Melhor marca do ano  | Melhor marca do ano (World leading)          | Recorde asiático      | Recorde asiático (Asian)              | DNS                        | Não largou (Did not start)                |   |                                      |
| Recorde nacional     | Recorde nacional (National record)           | Recorde europeu       | Recorde europeu (European)            | DNF                        | Não terminou (Did not finish)             |   |                                      |
| Recorde pessoal      | Recorde pessoal do atleta (Personal best)    | Recorde da Oceania    | Recorde da Oceania (Oceania)          | DSQ / DQ                   | Desclassificado (Disqualified)            |   |                                      |
| Recorde da temporada | Recorde da temporada do atleta (Season best) | Recorde sul-americano | Recorde sul-americano (South America) | NM                         | Sem marca (No mark)                       |   |                                      |